# 馬養島
馬養島（韓語：마양도）是一座位于朝鲜东海的岛屿，属朝鲜民主主义人民共和国咸镜南道新浦市。马养岛上设有潜艇基地。
1894年沙皇俄国海军代理大臣就曾提出要占领朝鲜马养岛作为海军基地。有资料称，马养岛上设有马养岛潜艇战队基地（朝鲜潜艇战队司令部所在地）。另有资料称岛上设有朝鲜军工厂马养岛锅炉工厂，又名马养岛潜水艇建造所，为朝鲜第2经济委员会第6机械工业局所辖，该厂可生产潜水艇和小型潜水艇。工作人员数量为15,000人，系中華人民共和国援建。江陵潜艇渗透事件中被捕朝鲜间谍李光洙透露，马养岛设有海军第四舰队潜水艇修理所，停靠这里的潜艇有130吨级、罗密欧级潜水艇。